# ديف كلاود
ديف كلاود (بالإنجليزية: Dave Cloud)‏ هو مغن مؤلف أمريكي، ولد في 3 أغسطس 1956 في ناشفيل في الولايات المتحدة، وتوفي في 18 فبراير 2015.

## وصلات خارجية
- الموقع الرسمي
- ديف كلاود على موقع ميوزك برينز (الإنجليزية)
- ديف كلاود على موقع أول ميوزيك (الإنجليزية)
- ديف كلاود على موقع ديسكوغز (الإنجليزية)